# 無口な情熱 -SIKIL-
『無口な情熱 -SIKIL-』 （ 原題： SIKIL、英：Unspoken Passion ）は、2007年に製作されたフィリピンの映画。
日本では、2009年（第2回）アジアンクィア映画祭(9月20日・22日)にて初上映された。

## キャスト
- アドン：ウィル・サンデハス
- エンゾ：ケン・エスクデロ
- メライ：アシュレイ・シルベリオ